# Ernst Koller
Ernst Friedrich Gottlieb Koller (* 20. Juni 1875 in Meerbeck; † 3. Dezember 1961 ebenda) war ein deutscher Landwirt und Politiker (DNVP).

## Leben
Ernst Koller betätigte sich in der Landwirtschaft und bewirtschaftete den elterlichen Hof in Meerbeck.
Koller war von 1925 bis 1933 Abgeordneter des Schaumburg-Lippischen Landtages. Bei der Landtagswahl im Mai 1925 wurde er über die Einheitsliste, bestehend aus DVP, DNVP und Landbund gewählt, bei der Landtagswahl im April 1928 über die gemeinsame Liste aus DNVP und Landbund.